# Отшествие
Отшествие, {\displaystyle \Delta \omega } или ОТШ — термин из теории морского судовождения, обозначающий выраженную в морских милях длину дуги между меридианами начального и конечного пунктов плавания, которая отсчитывается по средней параллели.
Количественное значение величины отшествия применяется для аналитического расчёта пройденного пути и связано с пройденным расстоянием через синус действительного курса. Оно может быть вычислено через произведение разности долготы меридианов на косинус широты средней параллели:. 
{\displaystyle \Delta \omega =(\lambda _{2}-\lambda _{1})\cos \varphi _{cp}}
где {\displaystyle \lambda _{1},\lambda _{2}} — долготы начальной и конечной точек плавания;
{\displaystyle \varphi _{cp}} — средняя широта района плавания.